# Pollimyrus brevis
Pollimyrus brevis är en fiskart som först beskrevs av Boulenger, 1913.  Pollimyrus brevis ingår i släktet Pollimyrus och familjen Mormyridae. IUCN kategoriserar arten globalt som livskraftig. Inga underarter finns listade i Catalogue of Life.